# Horst (Kirchwistedt)
Horst ist ein Ortsteil der Ortschaft Kirchwistedt in der Einheitsgemeinde Beverstedt im niedersächsischen Landkreis Cuxhaven.

## Geographische Lage
Horst liegt nördlich der Bundesstraße 71 und südlich der Lune.

## Geschichte

### Eingemeindungen
Am 29. Januar 1929 wurde Horst nach Kirchwistedt eingemeindet.
Im Zuge der Gebietsreform in Niedersachsen wechselte Kirchwistedt am 1. März 1974 von dem Landkreis Bremervörde in die Samtgemeinde Beverstedt (Landkreis Wesermünde).
Seit dem 1. November 2011 ist Kirchwistedt eine Ortschaft in der Einheitsgemeinde Beverstedt im Landkreis Cuxhaven.

### Einwohnerentwicklung
| Jahr      | 1824  | 1848  | 1910  |
| --------- | ----- | ----- | ----- |
| Einwohner | – ¹   | 27 ²  | 26    |
| Quelle    | [ 5 ] | [ 6 ] | [ 7 ] |

¹ 4 Feuerstellen

² in 4 Wohngebäuden

## Politik

### Gemeinderat und Bürgermeister
Auf kommunaler Ebene wird der Ortsteil Horst vom Beverstedter Gemeinderat vertreten.

### Ortsvorsteher
Der Ortsvorsteher von Horst/Kirchwistedt ist Wilfried Windhorst (CDU).